# Fluortolueno
Fluortolueno, mais precisamente monofluortolueno, forma um grupo de compostos orgânicos, tanto a partir do tolueno fluorado como no fluorbenzeno metilado. Sua estrutura constitui-se de um anel benzeno tendo um grupo metilo (–CH3) e flúor (–F) como substituto. Devido a diferentes arranjos três isômeros podem surgir com a fórmula empírica C7H7F.
| Fluortolueno       |                                  |                                  |                                  |
| Nome               | 2-Fluortolueno                   | 3-Fluortolueno                   | 4-Fluortolueno                   |
| Outros nomes       | o-Fluortolueno orto-Fluortolueno | m-Fluortolueno meta-Fluortolueno | p-Fluortolueno para-Fluortolueno |
| Fórmula estrutural |                                  |                                  |                                  |
| Número CAS         | 95-52-3                          | 352-70-5                         | 352-32-9                         |
| PubChem            | 7241                             | 9606                             | 9603                             |
| Fórmula molecular  | C7H7F                            | C7H7F                            | C7H7F                            |
| Massa molar        | 110,13 g·mol−1                   | 110,13 g·mol−1                   | 110,13 g·mol−1                   |
| Estado físico      | líquido                          | líquido                          | líquido                          |
| Ponto de fusão     | −62 °C                           | −88 °C                           | −57 °C                           |
| Ponto de ebulição  | 114 °C                           | 116 °C                           | 117 °C                           |
| Identificação GHS  | Perigo                           | Perigo                           | Perigo                           |

## Outros compostos
O grupo dos fluortoluenos incluem um total de 19 compostos químicos por substituição dos átomos de hidrogênio do tolueno, no anel benzênico, pelo flúor. 
Dependendo do número de átomos de flúor, tem-se:
- Monofluortolueno (2-FT, 3-FT, 4-FT)
- Difluortolueno (2,3-DFT, 2,4-DFT, 2,5-DFT, 2,6-DFT, 3,4-DFT, 3,5-DFT)
- Trifluortolueno (2,3,4-TFT, 2,3,5-TFT, 2,3,6-TFT, 2,4,5-TFT, 2,4,6-TFT, 3,4,5-TFT)
- Tetrafluortolueno (2,3,4,5-TeFT, 2,3,4,6-TeFT, 2,3,5,6-TeFT)
- Pentafluortolueno (PFT)